# Kangra (ciutat)
Kangra és una ciutat i municipalitat de l'Índia, estat d'Himachal Pradesh, al districte de Kangra al que va donar el nom però del que va perdre la capitalitat el 1855. Al cens del 2001 la població era de 9.155; el 1881 la població era de 5.387 habitants i el 1901 era de 4.746. Està situada a 32° 06′ N, 76° 16′ E / 32.1°N,76.27°E a la confluència dels rius Bener, Majhi i Beas.

## Història
La ciutat coneguda com a Nagarkot i fou fundada per un raja katoch kshatriya rajput de la branca de Chandervanshi que governaven a Trigarta. Els rages katoch hi van tenir una fortalesa (el fort sembla que es va dir Kangra) i diversos temples. Mahmud de Gazni va conqueri el fort el 1009 i va obtenir un gran botí d'un dels temples. Els musulmans de Firuz Shah Tughluk de Delhi van saquejar altre cop Kangra el 1360. El 1388 el príncep Mahmud Tughlak, que havia fugit de Delhi, va trobar asil a Nagarkot fins que fou cridat al tron el 1390. Sota els mogols va tenir una guarnició permanent. El 1752 fou cedida a Ahmad Shah Durrani però el governador Saif Ali Khan va refusar rendir-se i es va mantenir al fort per 20 anys; a la seva mort el 1774 el raja de Kangra Sansar Chand, va assetjar el fort; com que el no el va poder conquerir va demanar ajut al sikh Jai Singh Kanhaya, al qual finalment el fort es va rendir. Jai Singh se'n va retirar el 1785 i el va deixar en mans de Sansar Chand. Kangra fou assetjada del 1806 al 1809 pel gurkhes de Nepal però foren expulsats finalment pel maharajà Ranjit Singh de Lahore; a canvi de la seva ajuda el maharajà es va quedar amb el fort que encare dominaven els sikhs quan el Doab de Jullundur fou cedit als britànics el 1846. El governador sikh de Kangra no es va voler rendir i els britànics van atacar el frot i el van conquerir després de dos mesos de setge. Nagarkot, anomenada Kangra, va esdevenir capital del districte de Kangra, fins que va perdre aquesta condició el 1855 quan fou traslladada al camp militar de Dharmsala que s'havia fundat el 1849. El 1867 es va formar la municipalitat. El temple de Devi Bajreshri (al suburbi de Bhawan) fou un dels més rics i antics de l'Índia però fou destruït pel terratrèmol del 4 d'abril de 1905 en què van morir 1339 persones (7 europeus inclosos) en aquest lloc i 20000 a l'entorn.